# Юозас Мікенас
Юозас Мікенас (лит. Juozas Mikėnas; 30 січня (12 лютого) 1901 — 24 жовтня 1964 ) — литовський скульптор. Народний художник СРСР (1961). Лауреат Сталінської премії другого ступеня (1947).

## Біографія
Ю. Мікенас народився 30 січня (12 лютого) 1901 року на хуторі Скардупіс (нині Даугавпілський район, Латвія). Навчався в Каунаській художній школі (1922—1926) в Ю. Веножинскіса і К. Склерюса, потім у Вищій школі декоративного і прикладного мистецтва в Парижі (1927—1931). Викладав у Каунасі в Художній школі (1931—1940) та в інституті прикладного та декоративного мистецтва (1946—1951); у Вільнюсі в Художньому інституті (1940—1941; з 1951), в Академії мистецтв (1941—1946). Професор (1946). Член-кореспондент Академії мистецтв СРСР (1954). 
Ю. Мікенас помер 24 жовтня 1964 року. Похований на цвинтарі Антакалніо у Вільнюсі. 

## Творчість
Автор рельєфу на павільйоні балтійських країн на Всесвітній виставці в Парижі 1937 року, скульптури «Воїн» на дзвінниці музею Вітаутаса Великого в Каунасі (1938). 
- «Мати» (барельєф, мармур, 1935; Каунаський художній музей ім. М. К. Чюрльоніса).
- «Різьбяр по дереву» (гіпс, 1937—1938; Каунаський художній музей ім. М. К. Чюрльоніса)
- «Литва» (статуя для павільйону Литви на Всесвітній виставці в Нью-Йорку (гіпс, 1939).
- «Перемога» (частина пам'ятника воїнам-гвардійцям, полеглим при штурмі Кенігсберга, в Калінінграді (бронза, 1946).
- Пам'ятник партизанці, Герою Радянського Союзу Маріі Мельникайте (Зарасай, бронза, 1947-1955).
- Скульптурна група «Учнівська молодь» (1952, спільно з Юозасом Кедайнісом), що зображає студента і студентку висотою (з постаментом) 3,2 м. Скульптуру відлито на ленінградській фабриці «Монумент» і встановлено на Зеленому мосту у Вільнюсі, на захід від скульптурної групи «На варті миру» (скульптор Бронюс Пундзюс)[3].
- «Юна піаністка» (бронза, 1958, Третьяковська галерея).
- Пам'ятник письменнику Пятрасу Цвірці (архітектори Владісловас Мікучяніс, Ігнас Лаурушас; Вільнюс, 1959) у сквері Цвірки[4].
- «Мир» (гіпс, 1960, встановлена в Каунасі).
- «Перші ластівки» (гіпс, 1964, Державна премія Литовської РСР, 1966); експонувалася на Всесвітній виставці Експо-67 у Монреалі (Канада). Збільшений варіант скульптури відлитий з бронзи і в 1987 році встановлений поряд з Національною галереєю у Вільнюсі (скульптори Довидас Зунделовічюс, Константінас Боґданас, архітектори Альґімантас Насвітіс, Вітаутас Насвітіс, Ґядімінас Баравікас)[5].

## Учні
Серед багатьох учнів скульптора були особливо успішні й відомі, наприклад, Ґ. Йокубоніс, Ю. Кедайніс, К. Кіселіс. Серед його учнів був також скульптор Константінас Боґданас, автор пам'ятників письменнику Крістіонасу Донелайтісу (Вільнюс, 1963), американському музиканту і співаку Френку Заппі (Вільнюс, 1995) та інших відомих творів, Теодорас Казімерас Валайтіс, автор декоративних скульптур «Лаздинайський флюгер» (Вільнюс, 1973), «Квітка» (Алітус, встановлена в 1981 році), «Жертовник» (Вільнюс, 1973), погруддя вільнюського Гаона (Вільнюс, 1960), численних декоративних композицій і панно. 

## Нагороди та звання
- орден Леніна (1954)
- народний художник СРСР (1961)
- Сталінська премія другого ступеня (1947) — за скульптурну групу «Перемога» в Калінінграді
- Державна премія Литовської РСР (1966) — за роботу «Перші ластівки»